# Międzynarodowa Federacja Bobslei i Skeletonu
Międzynarodowa Federacja Bobslei i Skeletonu (ang. IBSF – International Bobsleigh and Skeleton Federation), do 2015 roku znana pod nazwą Międzynarodowa Federacja Bobslei i Toboganu (fr. FIBT – Fédération Internationale de Bobsleigh et de Tobogganing) – organizacja mająca za zadanie dbanie o rozwój bobslei i skeletonu na świecie, organizowanie zawodów, formalizowanie przepisów i precyzowanie zasad. Została założona w 1923 roku w Paryżu i obecnie zrzesza 14 związków krajowych. Siedziba IBSF znajduje się w Lozannie w Szwajcarii.
IBSF nadzoruje zawody w bobslejach i skeletonie rozgrywanych na mistrzostwach Europy, mistrzostwach świata, Pucharze Świata oraz igrzyskach olimpijskich.

## Historia - bobsleje
Pierwszy klub bobslejowy założony został w 1897 roku w szwajcarskim Sankt Moritz. W 1914 roku odbywały się już zawody na naturalnych torach. Wzrost zainteresowania tym sportem był przyczyną powstania FIBT w 1923 roku. Już w 1924 roku bobsleje znalazły się w programie Zimowych Igrzysk Olimpijskich w Chamonix, gdzie rozegrano zawody w czwórkach mężczyzn. W 1930 roku odbyły się pierwsze Mistrzostwa Świata FIBT w Caux-sur-Montreux, gdzie również rywalizowali tylko mężczyźni w czwórkach. Rok później, na Mistrzostwach Świata w Oberhofie po raz pierwszy rozegrano zawody w dwójkach mężczyzn, a podczas Igrzysk w Lake Placid w 1932 roku konkurencja ta miała swój olimpijki debiut. W 1935 roku Internationaler Schlittensportsverband (ISSV - Międzynarodowa Federacja Sporów Saneczkowych, poprzedniczka Międzynarodowej Federacji Saneczkarskiej (FIL) została wchłonięta przez FIBT. Nowo powstała sekcja saneczkarstwa została zlikwidowana w 1957 roku, wraz z powstaniem FIL.
Z powodu narastających kłopotów z ciężarem na Igrzyskach w Oslo w 1952 roku wprowadzono limity wagowe. Od tego czasu konfiguracja torów oraz samych bobslei jest regulowana, by zwiększyć bezpieczeństwo zawodów. Bobsleje wypadły z programu olimpijskiego Igrzysk w Squaw Valley w 1960 roku, ponieważ koszty budowy toru były zbyt duże. Opracowanie technologii sztucznego chłodzenia torów w latach 60 i 70 XX wieku znacznie zwiększyło prędkość bobslei. W latach 1984–1985 odbyła się pierwsza, nieoficjalna edycja Pucharu Świata w bobslejach. Zawody Pucharu Świata kobiet po raz pierwszy odbyły się dekadę później. O medale kobiety po raz pierwszy rywalizowały na Mistrzostwach Świata w Winterbergu w 2000 roku, a dwa lata później, podczas Igrzysk w Salt Lake City zawody kobiet pierwszy raz pojawiły się na igrzyskach.

## Historia - skeleton
Skeleton narodził się w Szwajcarii w 1884 roku na torze Cresta Run. Był to wyłącznie szwajcarski sport aż do 1906 roku, kiedy to zorganizowano zawody w skeletonie w Austro-Węgrzech. Na światowym kongresie FIBT w 1926 roku skeleton został konkurencją olimpijską. Po raz pierwszy rozegrano go na Igrzyskach Olimpijskich w Sankt Moritz w 1928 roku, wystartowało tam dziesięciu zawodników z sześciu państw. Kolejne olimpijskie zawody w skeletonie odbyły się dopiero 20 lat później, podczas Igrzysk w 1948 roku, które także organizowało Sankt Moritz. 
Podczas kongresu Międzynarodowego Komitetu Olimpijskiego w 1954 roku skeleton został zastąpiony w programie olimpijskim przez saneczkarstwo. Spowodowało to spadek zainteresowania skeletonem do czasu pojawienia się skeletonu bobslejowego w 1970 roku, na którym można było zjeżdżać po torach bobslejowych. Pojawienie się sztucznych torów również pomogło w popularyzacji tego sportu.
W 1986 roku FIBT zaczęła wspomagać rozwój skeletonu i powstawanie szkół na całym świecie. Rok później odbyły się pierwsze Mistrzostwa Europy. W 1989 roku wprowadzono skeleton do programu mistrzostw Świta FIBT, a zawody kobiet zadebiutowały na Mistrzostwach Świata w Igls w 2000 roku. Na igrzyskach w Salt Lake City skeleton powrócił do programu olimpijskiego, rozegrano zarówno zawody kobiet jak i mężczyzn. Od tej pory skeleton jest stałym punktem zimowych igrzysk olimpijskich.

## Prezydenci IBSF
- Renaud de la Frégeolière ( Francja) - 1923-1960
- Almicare Rotta ( Włochy) - 1960-1980
- Klaus Kotter ( RFN/ Niemcy) - 1980-1994
- Robert H. Storey ( Kanada) - 1994-2010.
- Ivo Ferriano ( Włochy) - 2010-.